# Slapany
Slapany (německy Schloppenhof) jsou malá vesnice, základní sídelní jednotka města Cheb, v okrese Cheb, kraji Karlovarském. V roce 2011 zde bylo evidováno 15 adres a trvale zde žilo 54 obyvatel. Osada leží v katastrálním území Háje u Chebu o rozloze 13,96 km².

## Geografie
Osada leží při jižním okraji Chebské pánve, na levém břehu Odravy, jež zde vytváří poměrně hluboce zařízlé údolí. Ves se nachází přibližně 6 km jižně od centra Chebu, asi 0,5 km od státní hranice se spolkovou zemí Bavorsko. Východně od Slapan se nachází kamenolom kde se těží kvalitní čedič, ze kterého vyrábí firma Eutit ve Staré Vodě u Mariánských Lázní odlévané čedičové výrobky.

## Historie
Slapany se původně jmenovaly Schloppenhof, což nejpravděpodobněji znamenalo dvůr lidí, bydlících u pastí na ryby či u rybářských sítí. V roce 1869 byly osada obce Gehaag (dnes Háje, v letech 1880–1910 rovněž osada obce Gehaag, od 1.1.1976 do 29.2.1980 část obce Cheb, od 1.3.1980 jsou základní sídelní jednotka města Cheb.
První písemná zmínka o Slapanech pochází z počátku 20. let 14. století. Roku 1320 se píše o nových Slapanech, roku 1322 jsou zmiňovány Slapaný na Odravě. Předpokládá se, že ves byla založena nejspíš na přelomu 13. a 14. století klášterem ve Waldsassenu, který ves držel spolu s chebskými měšťany do druhé poloviny 14. století. Během druhé poloviny 14. století připadla k panství hradu Kinsberg v Hrozňatově, k němuž patřila až do roku 1629. Roku 1629 odkoupil Slapany Adam Schmiedl ze Seebergu. Od roku 1703 patřila ves Filipovi Martini, jehož dcera se provdala za člena rodu pánů ze Schönstetteru a majetek přešel jako její věno na ně. Od roku 1745 ves držel Jan Kryštof Werner. Od něho koupil Slapany v roce 1786 Michael Wohlrab. Od roku 1802 patřil statek jeho synovi Ondřejovi, který ho však roku 1809 prodal Tomášovi a Magdaléně Hafenrichtrům. Později se v držení Slapan majitelé střídali. Roku 1870 je koupili bratři Opitzové ze Saska. Mladší z nich Karel Gottfried, žil na Podhradu, jeho bratr Klemens spravoval Slapany. Po jeho smrti roku 1888 je koupil Emil Schmidt, po první světové válce patřily rodině jeho zetě Kirsche. Po roce 1945 přešel jejich majetek do vlastnictví státu.
Během historického vývoje vznikla ve Slapanech zřejmě dvě panská sídla. První bylo založeno nejspíš během 14. nebo 15. století, neznámo kým. Zpráva z popisu Josefského vojenského mapování z doby po roce 1764 uvádí, že poplužní dvůr v tomto místě je vystavěn převážně ze dřeva, ale tamtéž se nacházející malý zámek je vystavěn z kamene a obklopen vodním příkopem. Lze odvodit, že zmíněný zámek musel stát poblíž Odravy. Jediným možným místem, kde mohl být založen, je poloha při jihozápadním okraji vesnice. Ještě roku 1990 se v těchto místech nalézaly zbytky zdivá staré budovy. Mladší panské sídlo stávalo přímo v poplužním dvoře, ležícím vysoko nad údolím Odravy. Jeho velká obdélníková budova tvořila jihozápadní křídlo dvora. Poplužní dvůr vznikl snad již v 17. století. Poplužní dvůr, v němž mladší panské sídlo vzniklo, byl několikrát upravován, naposledy výrazně po roce 1811 za Tomáše Hafenrichtra. Po roce 1945 došlo k jeho částečné demolici, kdy severozápadní a severovýchodní křídla byla zbořena. Bývalá obytná budova dvora se zbytky zámku však dosud stojí. Jedná se o patrové stavení, kryté valbovou střechou. Z mladšího slapanského panského sídla se dochovala část obvodového zdiva a několik místností ve střední části přízemí, zaklenutých valenou křížovou klenbou, resp. valenou klenbou s lunetami. Zanikla však parková úprava s přístupovou alejí před jihozápadním průčelím objektu.
Význam vsi vzrostl po vybudování železniční trati z Chebu do Waldsassenu v roce 1865. Do provozu byla uvedena železniční zastávka a celnice ve Slapanech.
Po nuceném vysídlení německého obyvatelstva po druhé světové válce se obec téměř vylidnila a v 50. letech se ves ocitla v těsné blízkosti hraničního pásma. Do Slapan byla umístěna rota Pohraniční stráže.
Změny nastaly až po roce 1989, kdy se bývalé zakázané hraniční pásmo otevřelo veřejnosti. Na konci devadesátých let 20. století vznikl návrh na propojení Slapan s německým Waldsassenem formou cyklistické a turistické stezky. Nejprve byl vybudován turistický přechod, slavnostní otevření první části cyklostezky proběhlo 13. května 2006.

## Obyvatelstvo
Při sčítání lidu v roce 1921 zde žilo 251 obyvatel, z nichž bylo 230 Němců, 21 bylo cizinců. K římskokatolické církvi se hlásilo 234 obyvatel, 17 obyvatel k evangelické.
| Rok            | 1869 | 1880 | 1890 | 1900 | 1910 | 1921 | 1930 | 1950 | 1961 | 1970 | 1980 | 1991 | 2001 | 2011 |
| -------------- | ---- | ---- | ---- | ---- | ---- | ---- | ---- | ---- | ---- | ---- | ---- | ---- | ---- | ---- |
| Počet obyvatel | 228  | 238  | 215  | 207  | 281  | 251  | 278  | 76   | 57   | 34   | 21   | 28   | 32   | 54   |
| Počet domů     | 18   | 19   | 19   | 21   | 27   | 27   | 26   | 26   | -    | 9    | 8    | 10   | 15   | 15   |

## Doprava

### Zrušená přeshraniční železniční trať
Trať spojovala město Cheb s bavorským městem Waldasassenem, resp. vesnicí Wiesau. Její celková délka byla 27 kilometrů. O trati rozhodlo bavorské ministerstvo obchodu v roce 1861 a koncese na úsek na území Bavorska byla udělena 1. března 1862. Rakouské úřady udělili koncesi 4. června 1863. Zahájení provozu se uskutečnilo 15. října 1865 a jednalo se o první železniční trať na Chebsku. Provozovatelem byly Bavorské státní dráhy. V roce 1898 byla na nátlak místního kamenolomu otevřena stanice ve Slapanech. I po vzniku Československa patřila trať bavorským říšským drahám. Po otevření trati přes Marktredwitz do Chebu v roce 1882 se trať stala pouze lokální, přesto po ní jezdily i rychlíky, a to až do roku 1914. Při leteckém bombardování 8. dubna 1945 bylo zničeno chebské nádraží, ale trať do Waldsassenu zůstala nepoškozená a od konce 1945 se po ní dopravovalo kamenivo ze slapanských kamenolomů na obnovu nádraží v Chebu. Od podzimu 1945 do roku 1947 dopravovaly vlaky po této trati odsunuté Němce. Poté byla doprava přes hranice zastavena. Koleje bezprostředně u státní hranice byly odstraněny v 60. letech. Na českém území byla provozována osobní doprava pro zaměstnance textilní továrny ve Slapanech. Zastavena byla až 1. ledna 1964 a koleje sloužily do roku 1969 místnímu kamenolomu. V 70. letech 20. století byly koleje na české straně využívány k odstavování nepoužívané železniční techniky. Další koleje včetně čtyřtunové ocelové konstrukce železničního mostu byly rozkradeny sběrači kovů v době od 5. prosince 2007 do 11 ledna 2008. 
Při severním okraji vsi je patrný prostor bývalého nádraží, ovšem nádražní budovy byly strženy a koleje vytrhány.